# Municipio de North St. Francis
El municipio de North St. Francis (en inglés: North St. Francis Township) es un municipio ubicado en el condado de Clay en el estado estadounidense de Arkansas. En el año 2010 tenía una población de 2628 habitantes y una densidad poblacional de 43,87 personas por km².

## Geografía
El municipio de North St. Francis se encuentra ubicado en las coordenadas 36°24′14″N 90°11′1″O / 36.40389, -90.18361. Según la Oficina del Censo de los Estados Unidos, el municipio tiene una superficie total de 59.9 km², de la cual 59,8 km² corresponden a tierra firme y (0,16 %) 0,1 km² es agua.

## Demografía
Según el censo de 2010, había 2628 personas residiendo en el municipio de North St. Francis. La densidad de población era de 43,87 hab./km². De los 2628 habitantes, el municipio de North St. Francis estaba compuesto por el 98,21 % blancos, el 0,38 % eran afroamericanos, el 0,08 % eran amerindios, el 0,08 % eran asiáticos, el 0,19 % eran de otras razas y el 1,07 % eran de una mezcla de razas. Del total de la población el 1,45 % eran hispanos o latinos de cualquier raza.